# Budavári Sikló
Budavári Sikló er en kabelbane på Buda-siden i Budapest, Ungarn. Den forbinder Adam Clark-pladsen ved Kædebroen over Donau med kongeslottet højere oppe.

## Kort beskrivelse
Banen åbnede den 2. marts 1870 og har været i offentlig eje siden 1920. Den blev ødelagt under 2. Verdenskrig og genåbnede den 4. juni 1986. Et særkende ved linjen er de to fodgængerbroer tværs over den, og som passeres undervejs. Disse var tilgængelige allerede ved linjens åbning, men blev fjernet i 1900, da bevogtningen af slottet blev intensiveret. Broerne blev genskabt i originalt design i 1983.

## Historie
Byggeriet af banen startede i juli 1868, og den første testkørsel fandt sted den 23. oktober 1869. Sikló Kabelbane har været i drift siden den 2. marts 1870. Kabelbanen var blot nummer to i Europa, kun Lyon i Frankrig havde et tilsvarende transportsystem på daværende tidspunkt.
Under 2. Verdenskrig blev både vogne og terminalerne bombet.

## Tekniske data
Sikló Kabelbane har flg. specifikationer:
- Navn: Budavári Sikló
- Banens længde: 95 meter
- Højdeforskel fra bund til top: 51 meter
- Max. hældningsgrad: 48%
- Antal vogne: 2 (BS 1 – "Margit" & BS 2 – "Gellért")
- Kapacitet: 24 passagerer pr. vogn
- Sportype: Dobbeltsporet
- Max. hastighed: 1,5 meter pr. sekund
- Drivmiddel: Elektricitet

## Køreplan
Banen er i drift dagligt i tiden 07.30 til 22.00.